# Оройське сільське поселення
Оро́йське сільське поселення (рос. Оройское сельское поселение) — сільське поселення у складі Акшинського району Забайкальського краю Росії.
Адміністративний центр та єдиний населений пункт — село Орой.

## Населення
Населення сільського поселення становить 378 осіб (2019; 429 у 2010, 465 у 2002).